# زنجره آزادماهی
زنجره آزادماهی (نام علمی: Platypedia areolata) نام یک گونه از تیره زنجره است.